# Salamis (Cyprus)
Salamis (Akkadisch: Ki-(i)-su, Oudgrieks: Σαλαμίς, Grieks: Σαλαμίνα; Salamina, Turks: Salamis, Latijn; Constantia), gelegen aan de oostkust van Cyprus, op 6 km ten noorden van het huidige Famagusta, was vanaf ongeveer 1100 v.Chr. voor vele eeuwen de voornaamste stad van dit eiland. Nadat de naburige, 2 km landinwaarts gelegen laat-myceense vesting Enkomi rond 1075 v.Chr. door een aardbeving werd verwoest, ontstond Salamis. Teucer (Grieks Teukros), de zoon van Telamon en halfbroer van Ajax, gold als de stichter van Salamis. Dit eiland is ook bezocht door Paulus tijdens zijn eerste zendingsreis
De stad Salamis (niet te verwarren met het gelijknamige eiland vóór de Atheense kust, waarvan Teucer wel afkomstig was) had een strategische ligging als belangrijke aanleghaven in de Middellandse Zee tussen Azië, Afrika en Europa. Door de eeuwen heen ging Salamis samen met de rest van Cyprus deel uitmaken van diverse invloedssferen, zoals de Assyrische, de Perzische, de Griekse en het Romeinse Rijk.
Rond 450 v.Chr. vond bij Salamis een zeeslag plaats tussen schepen van de Delische Bond, onder leiding van Kimon II en Perzen. Deze zeeslag moet niet verward worden met de Slag bij Salamis die 30 jaar eerder plaatsvond bij het gelijknamige eiland Salamis. Het was de residentiestad van koning Euagoras I (411-373 v.Chr.) die omstreeks 400 v.Chr. de Griekse invloed nieuwe kracht gaf en de Fenicische uitschakelde. Eveneens in deze omgeving overwon Demetrius Poliorcetes in 306 v.Chr. Ptolemaeus I van Egypte in een grote zeeslag. Toen Ptolemaeus in 294 v.Chr. de stad heroverde, bleef zij met de rest van Cyprus ruim twee eeuwen onder de heerschappij van de Ptolemaeën. In de Romeinse tijd werd Paphos de hoofdstad van Cyprus, maar Salamis bleef belangrijk.
Op verschillende tijden, in de eerste en de vierde eeuw na Christus werd Salamis door aardbevingen verwoest. In de vierde eeuw werd de stad herbouwd als Constantia, genoemd naar de toenmalige keizer Constantius II die de stad vanwege de aardbevingen steunde. In de zevende eeuw van onze jaartelling werd ze opnieuw grotendeels verwoest, deze keer door Arabieren die Cyprus aanvielen, waarna ze niet meer herbouwd werd.

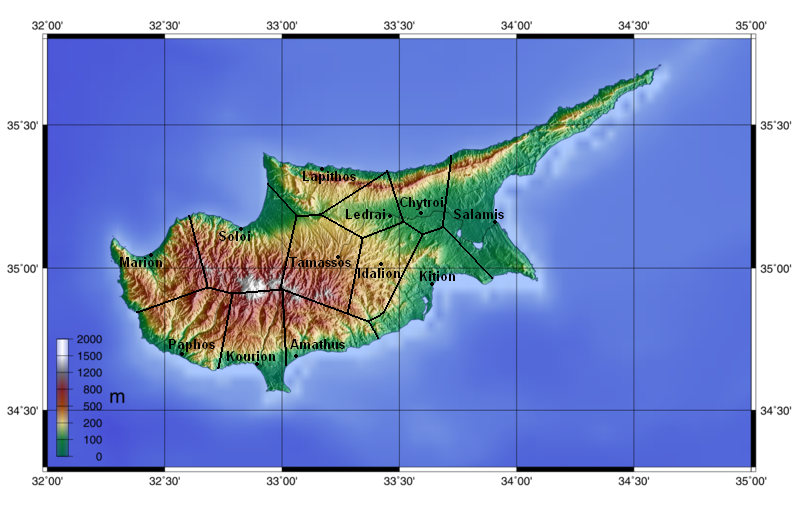
Ligging van Salamis op Cyprus

## Archeologie[1]

### Koninklijke graven
Van de 9e tot de 7e eeuw v.Chr. begroef de elite van Salamis haar doden in een gravenveld tot bekend staat als de koninklijke graven van Salamis. Sommige van deze graven waren bedekt met een grafheuvel.
Een van de rijkste graven kreeg van de archeologen het volgnummer graf 79. Een deel van de grafkamer was geplunderd maar toch leverde dit graf uit de periode 750-600 v.Chr. een rijke collectie voorwerpen op. Zo werden de resten van een strijdwagen met paarden opgegraven. De bronzen versieringen van de houten wagen zijn bewaard en bestaan onder andere uit een gestileerde bloem, een gehelmde krijger en een leeuwenkop. Verder werden ivoren resten van meubilair en twee bronzen ketels met staander gevonden.

### Toumba
Ten zuiden van Salamis bij de oude haven werden de resten van een heiligdom opgegraven, dat minstens teruggaat tot 650 v.Chr.. In deze tempel werden monumentale terracotta standbeelden geplaatst, waarvan sommige meer dan drie meter hoog waren. De beelden zijn beschilderd en tonen de Levantijnse en in mindere mate Assyrische invloed in kleding en kapsel.
Kition · Amathus · Kourion · Paphos · Marion · Soloi · Lapithos · Kerynia · Salamis · Tamassos · Ledrai · Idalion · Chytroi